# Christian Carlsson
Hans Christian Carlsson, född 29 januari 1987 i Karlstad, Värmlands län, är en svensk jurist och politiker (kristdemokrat). Han är ordinarie riksdagsledamot sedan 2021 (dessförinnan även tjänstgörande ersättare i riksdagen 2018), invald för Stockholms läns valkrets sedan 2022 (dessförinnan invald för Stockholms kommuns valkrets 2018). Carlsson är ordförande i socialutskottet sedan 10 november 2022.
Carlsson var ordförande för KDU mellan 2016 och 2018.

## Biografi
Carlsson gick ut gymnasiet 2006, efter att ha läst det samhällsvetenskapliga programmet med inriktning ekonomi vid Tingvallagymnasiet i Karlstad. Han gjorde därefter värnplikt. År 2008 flyttade han till Stockholm för att studera juristprogrammet vid Stockholms universitet. Han avlade juristexamen (LL.M.) 2012. Han läste specialiseringskurser i statsrätt och straffrätt. Efter examen arbetade han under 2012 som arbetsrättslig rådgivare på fackförbundet Unionen.

### Politisk karriär
Carlsson har varit politiskt aktiv inom Kristdemokraterna sedan 2002. Under gymnasietiden var han ordförande för KDU i Karlstad, och senare även för KDU i Stockholms kommun. Han utsågs till ”Årets skribent” inom KDU 2010. Han var 2:e vice förbundsordförande i KDU mellan åren 2011–2013, och 1:e vice förbundsordförande åren 2013–2016 under Sara Skyttedal. Den 30 oktober 2016 valdes Carlsson till förbundsordförande för KDU. Han tog därmed även plats i Kristdemokraternas partistyrelse. I november 2018 avgick Carlsson som KDU-ordförande.
I valet 2018 valdes han in som ledamot av Stockholms kommunfullmäktige för Kristdemokraterna. Han blev även ersättare i riksdagen. Hösten 2018 tjänstgjorde han som riksdagsledamot. Han arbetade som politiskt sakkunnig inom utrikes- och försvarspolitik vid Kristdemokraternas parti- och riksdagskansli mellan mars 2018 och fram till februari 2021 då han blev riksdagsledamot.